# Cantherhines nukuhiva
Cantherhines nukuhiva là một loài cá biển thuộc chi Cantherhines trong họ Cá bò giấy. Loài cá này được mô tả lần đầu tiên vào năm 2011.

## Từ nguyên
Từ định danh nukuhiva được đặt theo tên gọi của đảo Nuku Hiva thuộc quần đảo Marquises, là nơi mà mẫu định danh của loài cá này được thu thập.

## Phân bố và môi trường sống
C. nukuhiva chủ yếu được biết đến tại quần đảo Marquises, nhưng cũng có vài ghi nhận từ quần đảo Tuamotu. Chúng được tìm thấy trên các rạn san hô ở độ sâu đến 36 m.

## Mô tả
Chiều dài cơ thể lớn nhất được ghi nhận ở C. nukuhiva là 16 cm.

## Sinh thái
C. nukuhiva chủ yếu ăn tảo, nhưng cũng có thể ăn cả hải miên, các loài sống đuôi, san hô và thủy tức.